# IJsland op het Eurovisiesongfestival 1999
IJsland nam deel aan het Eurovisiesongfestival 1999 in Jeruzalem, Israël. Het was de 13de deelname van het land op het Eurovisiesongfestival. De artiest werd gekozen via een interne selectie. RUV was verantwoordelijk voor de IJslandse bijdrage voor de editie van 1999.

## Selectieprocedure
Net zoals bij de drie voorgaande inzendingen koos IJsland ervoor om de kandidaat en het lied voor het festival via een interne selectie aan te duiden.
Men koos uiteindelijk voor de zangeres Selma met het lied All out of luck.

## In Jeruzalem
Op het Eurovisiesongfestival moest IJsland aantreden als 13de, na Polen en voor Cyprus. Aan het einde van de puntentelling bleek dat Selma op de tweede plaats was geëindigd met 146 punten, 17 punten minder dan de winnaar Zweden. Het betekende het grootste IJslandse succes tot dan toe.
Selma ontving drie keer het maximum van 12 punten.
Nederland en België hadden respectievelijk 7 en 8 punten over voor deze inzending.

### Gekregen punten

#### Finale
| 12 punten                      | 10 punten                                                                       | 8 punten            | 7 punten     | 6 punten |
| ------------------------------ | ------------------------------------------------------------------------------- | ------------------- | ------------ | -------- |
| - Cyprus - Denemarken - Zweden | - Estland - Israël - Malta - Noorwegen - Spanje - Turkije - Verenigd Koninkrijk | - België - Litouwen | - Nederland  |          |
| 5 punten                       | 4 punten                                                                        | 3 punten            | 2 punten     | 1 punt   |
|                                | - Ierland - Polen - Portugal                                                    | - Duitsland         | - Oostenrijk |          |

### Punten gegeven door IJsland

#### Finale
Punten gegeven in de finale:
| 12 punten | Denemarken            |
| 10 punten | Zweden                |
| 8 punten  | Oostenrijk            |
| 7 punten  | Noorwegen             |
| 6 punten  | Nederland             |
| 5 punten  | Duitsland             |
| 4 punten  | Kroatië               |
| 3 punten  | Bosnië en Herzegovina |
| 2 punten  | Estland               |
| 1 punt    | Israël                |